# 玉環廳
温台玉環廳，又作玉環廳、玉環直隸廳，是大清浙江省温處道所隸的直隸廳，由時任浙江總督兼巡撫李衛奏請設立，轄域析自温州府樂清縣、台州府太平縣。其亦為浙江省有史以來首個廳政區及直隸廳，惟被部分書籍誤記為温州府所隸的散廳。中華民國建立後改為玉環縣，并于1953年设立洞头县。今為中华人民共和国浙江省台州市代管的玉環市和浙江省温州市所辖的市辖区洞头区。

## 歷史

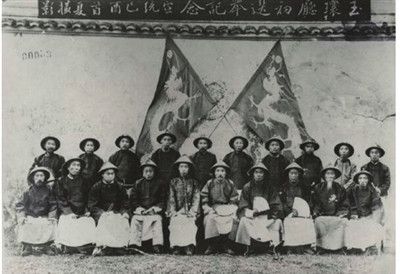
清宣统元年（1909年）玉环厅初选举纪念照片。此照片是玉环市档案馆现存历史最悠久的照片。

大清雍正四年（1726年），浙江巡撫李衛在玉環島實行「保甲制」管理，於黃門、坎門兩個隘口設卡防私米入海，在玉環設同知官署。雍正五年（1727年），浙江總督兼巡撫李衛奏請雍正帝展复玉環山，要求朝廷割樂清縣、太平縣兩邑之地，建設廳治，並於三月選調桐廬縣知縣張坦熊署理太平縣事兼理玉環墾務。雍正六年（1728年）三月二十四日，經戶部議准後，雍正帝親批「准如所請」、「指示施行」，正式批准展复玉環山，將太平縣之楚門老岸、南塘、北塘、芳杜、東嶴、密溪、桐林和樂清縣之磐石、蒲岐、三盤、黃大嶴、狀元嶴、茅埏等處劃歸玉環所隸。六月，置溫台玉環廳，隸屬溫處道，規定「關涉玉環事務者，溫台兩府屬縣俱聽該同知專行」，此為玉環設治之始。
玉環廳建置時轄地周圍700餘里，包括今玉環市、溫州市洞頭區轄地、溫嶺市石塘、樂清縣大荊、芙蓉、蒲岐、磐石及溫州市瓯海区靈昆等地，基層行政區劃為兩鄉、兩隅、廿二都、七十四村。玉環廳城垣於雍正八年（1730年）開始興建，雍正十年（1732年）三月竣工。廳城近似方形，用大塊條石迭砌，北部城垣及門樓均建於中青山山崗上，依山勢而建，開四門，另設砲台、水門和盤詰廳。
乾隆六十年（1795年），玉環廳同知楊超鋆詳請，以太平縣原轄之石塘、橫門等14山，系太平縣所管嵩汛，應仍歸太平縣。經奏准行，遂劃歸太平縣。光緒年間，玉環廳基層行政區劃變更為兩隅、廿一都、一百四十九村。民國元年（1912年）二月，行道縣制，玉環廳改為玉環縣，同知改為知事，仍隸温處道。縣治原廳城，並設朝珠鎮（今玉城街道）。基層行政因循清末舊制，並實行區鄉地方自治，分為11個自治鄉區。
1953年6月10日，中华人民共和国中央人民政府批准从当时玉环县析出一部分岛屿（为玉环厅第二十都、民国玉环县第四区），设立洞头县，隶浙江省温州专区专员公署。1958年5月29日，洞头县被撤销，并于同年7月1日起划归玉环县。1964年10月31日，中华人民共和国国务院批准恢复洞头县，仍隶温州专区专员公署（後改温州地区）。2015年7月23日，国务院批准撤销洞头县，设立温州市洞头区。2017年4月，国务院批准撤销玉环县，设立县级玉环市，由浙江省直辖、台州市代管。

## 行政區劃

### 上級及本級
《玉環縣志》稱玉環廳「附溫州府，為溫州分府，政務直隸省」。清朝戶部對李衛於雍正五年十月初八日呈交的《為查復浙洋玉環山情形題疏》所得出的《部議》中建議玉環廳「倉庫、錢糧令溫處道員盤查」。《清朝續文獻通考》、《清史稿》、2006年十二卷本《浙江通史》和2012年本《浙江地方史》均稱浙江省下分4道、11府、1州、1直隸廳、1廳、76縣，並將玉環廳記為溫州府所隸。《嘉慶一統志》則謂浙江省「領府十一、廳一……溫州府、處州府、玉環廳」，將玉環廳記為直隸廳；佟佳江《清史稿訂誤》從之。

### 下級
玉环厅建置时基层行政区划为两乡、两隅、廿二都、七十四村。桃花岭以北原属太平者为北乡，管八个都；桃花岭以南原属乐清者为南乡，管十四个都。
| 位置           | 屬都／隅   | 村數 | 村名                                                                     |
| -------------- | ---------- | ---- | ------------------------------------------------------------------------ |
|                | 东隅       | 1    | 瑶岙                                                                     |
| 西隅           | 1          | 洋岙 |                                                                          |
| 城西南         | 第一都     | 3    | 正岙、金鸡岙、打石仓                                                     |
| 城西南         | 第二都     | 2    | 三峡潭、仰天窝（河、湖）                                                 |
| 城西南         | 第三都     | 2    | 渔岙、小岙                                                               |
| 城西南         | 第四都     | 1    | 塘垟                                                                     |
| （旧属太平）   | 第五都     | 2    | 蜜莺、后??                                                               |
| 城南           | 第六都     | 2    | 双庙、水孔口                                                             |
| 城南           | 第七都     | 3    | 白沙坪、教场头、西潭                                                     |
| 城南           | 第八都     | 5    | 大里岙、小里岙、上朝阳、下朝阳、老城头                                   |
| 城南           | 第九都     | 6    | 福生寺、大陈岙、小陈岙、大麦屿、小麦屿、蝤蛑岙                           |
| 城南           | 第十都     | 10   | 大古顺、小古顺、双条坑、鹭鸶礁、鲜叠、小额、南大岙、小普竹、大普竹、西滩 |
| 城東北         | 第十一都   | 4    | 东青、九子岙、冷水潭、西青                                               |
| 城東北         | 第十二都   | 2    | 沙岙、后湾                                                               |
| 城東北         | 第十三都   | 4    | 琛浦、蛇屿、芦岙、塘额                                                   |
| 城東北         | 第十四都   | 1    | 芳杜                                                                     |
| 城東北         | 第十五都   | 3    | 田岙、白干、小闾                                                         |
| 城東北         | 第十六都   | 3    | 洞林、密溪、绾山                                                         |
| 樂清縣（寄莊） | 第十七都   | 4    | 蒲歧、大崧、小崧、芙蓉                                                   |
| 樂清縣（寄莊） | 第十八都   | 1    | 大荆                                                                     |
| 樂清縣（寄莊） | 第十九都   | 3    | 盘石、黄华、歧头                                                         |
| 城南海中       | 第二十都   | 4    | 黄大岙、当铺基、灵昆、铁炉头                                             |
| 城东北海中     | 第二十一都 | 5    | 上马石、大岙、后沙、田湾、打鹿坑                                         |
|                | 第二十二都 | 2    | 苔山、茅岘山                                                             |

光绪年间，玉环厅基层行政区划变更为两隅、廿一都、一百四十九村。
| 屬都／隅     | 村數 | 村名 | 備註             |
| ------------ | ---- | --- | ---------------- |
| 东隅（瑶岙） | 3    | 东岙、中岙、西岙 |                  |
| 西隅（洋岙） | 2    | 里岙、外岙 |                  |
| 第一都       | 3    | 金箕岙、打石仓、正岙 |                  |
| 第二都       | 2    | 三峡潭、仰天河 |                  |
| 第三都       | 2    | 渔岙、小岙 |                  |
| 第四都       | 2    | 塘垟、陡门头 |                  |
| 第五都       | 3    | 密莺、后??、礁头 |                  |
| 第六都       | 3    | 双庙、小水埠、水孔口 |                  |
| 第七都       | 7    | 白沙坪、花岩礁、西潭、车水头、教场头、钓艚岙、鹰捕岙 |                  |
| 第八都       | 5    | 大里岙、小里岙、黄门、上朝阳、下朝阳 |                  |
| 第九都       | 11   | 福生寺、大陈岙、小陈岙、双峰、蝤蛑岙、大麦屿、小麦屿、上青塘、下青塘、连屿、白磴                                                                                                   |                  |
| 第十都       | 15   | 大古顺、小古顺、长山嘴、鲜叠、梁湾、双条坑、鹭鸶礁、小额、三条青、南大岙、西滩、蟹钳、码道头、大普竹、小普竹                                                                       |                  |
| 第十一都     | 9    | 东青、黄泥坎、九子岙、龟山、鳝鱼头、西青塘、两青岙、乌岩、冷水潭 |                  |
| 第十二都     | 4    | 沙岙、犁头嘴、白岩、后湾 |                  |
| 第十三都     | 3    | 琛浦、蛇屿、芦岙 |                  |
| 第十四都     | 17   | 芳杜郑、前路、西林、西岙、庙湾、司台、彭岙墩、樊塘、蛇头、钱岙、樟岙、垟根、溪沿、徐都、清港、小蒲田、大蒲田                                                                       |                  |
| 第十五都     | 13   | 楚门、南北塘、天马山、东西岙、田岙、彭家宅、小竹冈、山对，塘垟、龙王、白干、小闾、山陈                                                                                             |                  |
| 第十六都     | 27   | 渡头、山外张、小山外、剩岙、龙过门、花岩浦、塘厂、塔山头、密溪、山里、邱家岭、梅岙、盐盘、垟坑、干江、水桶岙、樟岙、路上、大岙里、都顿、司边、双屿、安宁、林门、南山、箬岙、瑶岙坑 |                  |
| 第十七都     | 3    | 蒲岐、大芙蓉、小芙蓉 | 位於樂清縣的寄莊 |
| 第十八都     | 1    | 大荆 | 位於樂清縣的寄莊 |
| 第十九都     | 3    | 盘石、黄花、歧头 | 位於樂清縣的寄莊 |
| 第二十都     | 9    | 黄大岙、铁炉头、三盘、沙角、状元岙、豆腐岩、灵昆、当铺基、大门 |                  |
| 第二十一都   | 2    | 茅岘山、苔山 |                  |